# Party (canção de Chris Brown)
"Party" é uma canção do cantor americano Chris Brown que inclui a participação do cantor americano Usher e do rapper americano Gucci Mane. Foi lançado pela gravadora RCA como o segundo single do oitavo álbum de estúdio de Brown, Heartbreak on a Full Moon em 16 de dezembro de 2016. "Party" alcançou a posição 40 na Billboard Hot 100, sendo a mais alta entre os singles do álbum.

## Vídeo musical
O videoclipe de "Party" foi dirigido por Chris Brown ao lado da equipe da Riveting Entertainment, e disponibilizado em 18 de dezembro de 2016 no iTunes, YouTube e em seu canal da VEVO. Apresenta diversas participações especiais das crianças estrelas em vídeos virais da Internet, como Kida the Great e Ayo &amp; Teo com outros jovens dançarinos. O vídeo começa com Brown procurando por um clube secreto. Para entrar, ele começa a dançar a música "Kriss Kross" com um grupo de crianças o cercando. Depois, “Party” começa a tocar com Chris Brown se apresentando ao lado de dançarinos e crianças. Usher então aparece, exibindo seu anel do campeonato da NBA que ganhou como proprietário minoritário do Cleveland Cavaliers e desce uma escada rolante para começar a dançar. Gucci Mane canta seu verso com um grupo de crianças dançando ao seu redor.
A canção marca uma segunda colaboração entre Brown e Usher, considerados os principais cantores e dançarinos do R&B. Ambos colaboraram anteriormente no vídeo da canção New Flame do álbum de Brown, X de 2014.

## Paradas
| Chart (2016–17)                                    | Peak position |
| -------------------------------------------------- | ------------- |
| Australia (ARIA)                                   | 82            |
| Australia Urban (ARIA)                             | 11            |
| Canadá (Canadian Hot 100)                          | 50            |
| França (SNEP)                                      | 84            |
| Netherlands (Single Tip)                           | 17            |
| New Zealand Heatseekers (RMNZ)                     | 1             |
| Russia (Airplay)                                   | 197           |
| Escócia (Scottish Singles Chart)                   | 46            |
| Reino Unido (UK Singles Chart)                     | 68            |
| Reino Unido (OCC UK R&B)                           | 7             |
| Estados Unidos (Billboard Hot 100)                 | 40            |
| Estados Unidos (Billboard R&B/Hip-Hop Songs)       | 14            |
| Estados Unidos (Billboard Hot R&B/Hip-Hop Airplay) | 4             |
| Estados Unidos (Billboard Rhythmic)                | 2             |

| Chart (2017)                         | Position |
| ------------------------------------ | -------- |
| US Hot R&B/Hip-Hop Songs (Billboard) | 50       |
| US R&B/Hip-Hop Airplay (Billboard)   | 22       |
| US Rhythmic (Billboard)              | 25       |